# Coulgens
Coulgens (prononcer [kulʒɑ̃]) est une commune du Sud-Ouest de la France, située dans le département de la Charente (région Nouvelle-Aquitaine).

## Géographie

### Localisation et accès
Coulgens est une commune située à 21 km au nord-est d'Angoulême.
Elle est aussi à 11 km de Mansle, 12 km de Saint-Amant-de-Boixe, 13 km de La Rochefoucauld, chef-lieu de son canton, et de Chasseneuil.
La commune est à l'écart des grands axes routiers. Elle est située au carrefour de la D 40 qui va de La Rochefoucauld à Mansle et qui s'appelle la route de la Duchesse, et de la D 45 qui va vers Jauldes et Angoulême au sud-ouest et Chasseneuil au nord-est.

### Hameaux et lieux-dits
Le principal hameau de la commune est Sigogne, avec les Capus où est situé le château, au nord du bourg. D'autres hameaux de moindre importance occupent le territoire communal, comme l'Aiguille à l'ouest, le Puits de l'Appent et le Vieux Logis près du bourg, Chantoiseau et le Pouzeau au sud, les Combes près de Sigogne.

### Communes limitrophes
|                | Val-de-Bonnieure |             |
| Aussac-Vadalle | Coulgens         | La Rochette |
|                | Jauldes          |             |

### Géologie et relief
Le sol de la commune est constitué d'un plateau calcaire datant du Jurassique supérieur (Oxfordien terminal, Kimméridgien). Il fait partie du plateau de la Boixe et de la Braconne, de nature karstique. Quelques petites zones de grèzes occupent certains endroits, sur les flancs de la vallée de la Tardoire. La vallée elle-même est occupée par des alluvions du quaternaire,,.
Le relief de la commune est celui d'un plateau traversé par la vallée de la Tardoire, large et peu profonde. Le point culminant du territoire communal est à une altitude de 126 m, situé à l'extrémité ouest. Le point le plus bas est à 66 m, situé le long de la Tardoire sur la limite nord. Le bourg, construit sur un léger promontoire au bord de la Tardoire, est à 90 m d'altitude.

### Hydrographie

#### Réseau hydrographique

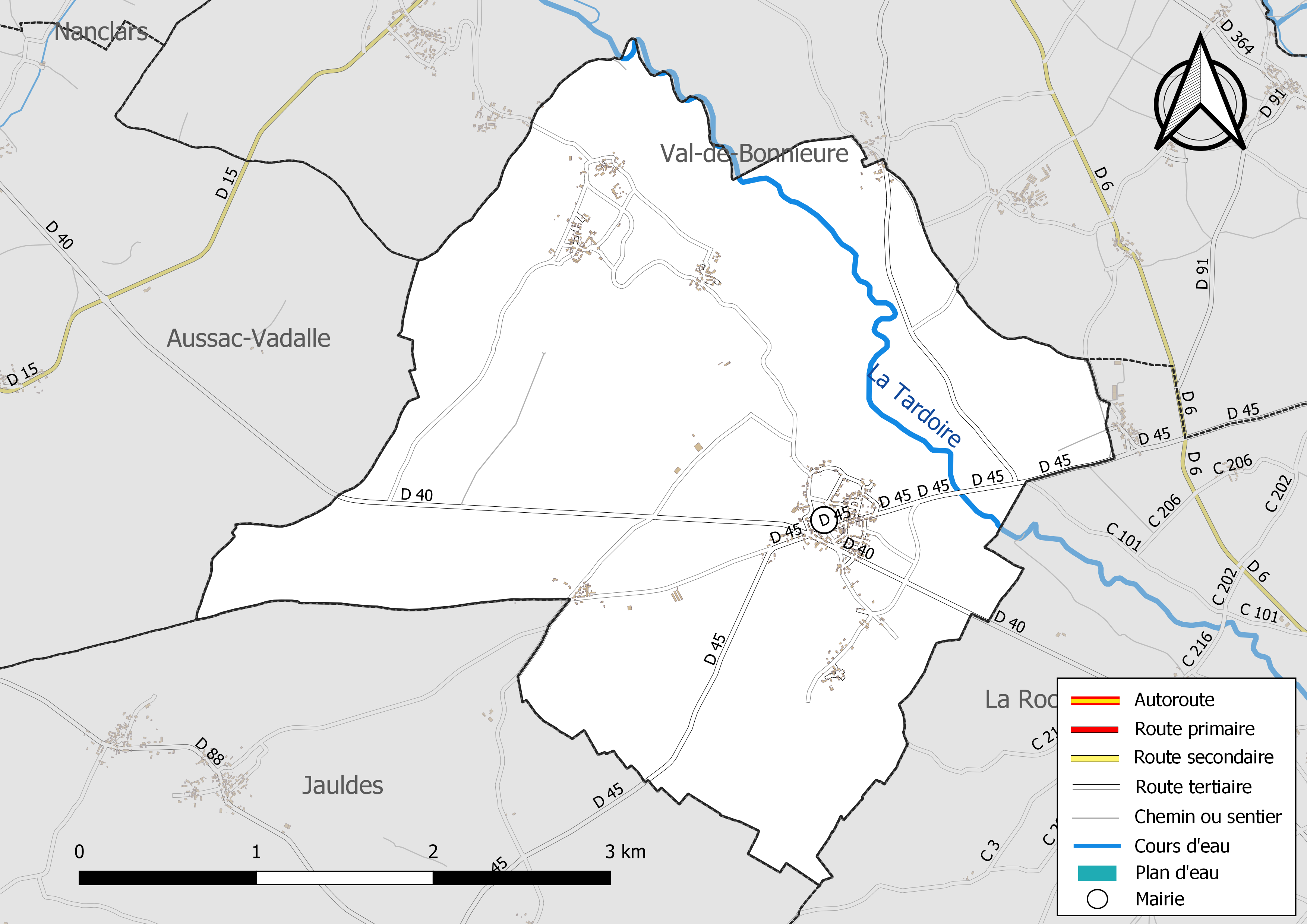
Réseaux hydrographique et routier de Coulgens.

La commune est située dans le bassin versant de la Charente au sein  du Bassin Adour-Garonne. Elle est drainée par la Tardoire,.
La Tardoire traverse la commune du sud-est au nord-ouest.  d'une longueur totale de 114,1 km, prend sa source en Haute-Vienne, dans la commune de Pageas, et se jette  dans la Bonnieure à Saint-Ciers-sur-Bonnieure, après avoir traversé 28 communes. Ses eaux s'infiltrent dans le karst de La Rochefoucauld pour donner les sources de la Touvre près d'Angoulême, et ses eaux ne traversent la commune qu'en hiver. Son cours est jalonné de gouffres.
On trouve aussi la source de Sigogne qui n'alimente qu'un lavoir.

#### Gestion des eaux
Le territoire communal est couvert par le schéma d'aménagement et de gestion des eaux (SAGE) « Charente ». Ce document de planification, dont le territoire correspond au bassin de la Charente, d'une superficie de 9 300 km2, a été approuvé le 19 novembre 2019. La structure porteuse de l'élaboration et de la mise en œuvre est l'établissement public territorial de bassin Charente. Il définit sur son territoire les objectifs généraux d’utilisation, de mise en valeur et de protection quantitative et qualitative des ressources en eau superficielle et souterraine, en respect des objectifs de qualité définis dans le troisième SDAGE  du Bassin Adour-Garonne qui couvre la période 2022-2027, approuvé le 10 mars 2022.

### Climat
Comme dans les trois quarts sud et ouest du département, le climat est océanique aquitain.

## Urbanisme

### Typologie
Au 1er janvier 2024, Coulgens est catégorisée commune rurale à habitat dispersé, selon la nouvelle grille communale de densité à 7 niveaux définie par l'Insee en 2022.
Elle est située hors unité urbaine. Par ailleurs la commune fait partie de l'aire d'attraction d'Angoulême, dont elle est une commune de la couronne,. Cette aire, qui regroupe 94 communes, est catégorisée dans les aires de 50 000 à moins de 200 000 habitants,.

### Occupation des sols
L'occupation des sols de la commune, telle qu'elle ressort de la base de données européenne d’occupation biophysique des sols Corine Land Cover (CLC), est marquée par l'importance des territoires agricoles (86,1 % en 2018), une proportion identique à celle de 1990 (86,1 %). La répartition détaillée en 2018 est la suivante : 
terres arables (55,7 %), zones agricoles hétérogènes (20,9 %), forêts (11,2 %), prairies (9,5 %), zones urbanisées (2,7 %). L'évolution de l’occupation des sols de la commune et de ses infrastructures peut être observée sur les différentes représentations cartographiques du territoire : la carte de Cassini (XVIIIe siècle), la carte d'état-major (1820-1866) et les cartes ou photos aériennes de l'IGN pour la période actuelle (1950 à aujourd'hui).

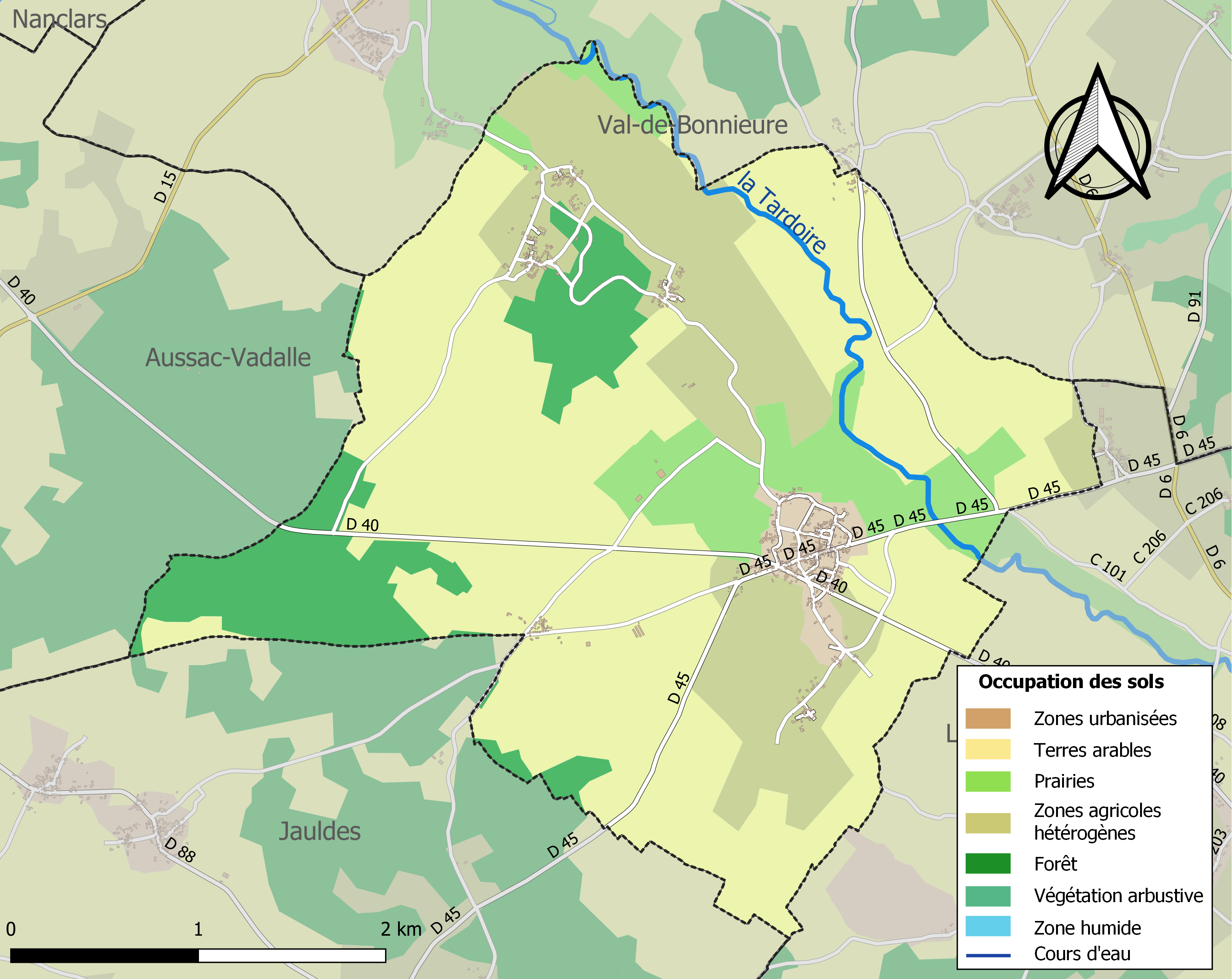
Carte des infrastructures et de l'occupation des sols de la commune en 2018 (CLC).

### Risques majeurs
Le territoire de la commune de Coulgens est vulnérable à différents aléas naturels : météorologiques (tempête, orage, neige, grand froid, canicule ou sécheresse), inondations et séisme (sismicité modérée). Un site publié par le BRGM permet d'évaluer simplement et rapidement les risques d'un bien localisé soit par son adresse soit par le numéro de sa parcelle.
Certaines parties du territoire communal sont susceptibles d’être affectées par le risque d’inondation par débordement de cours d'eau, notamment la Tardoire. La commune a été reconnue en état de catastrophe naturelle au titre des dommages causés par les inondations et coulées de boue survenues en 1982, 1983, 1993 et 1999,.

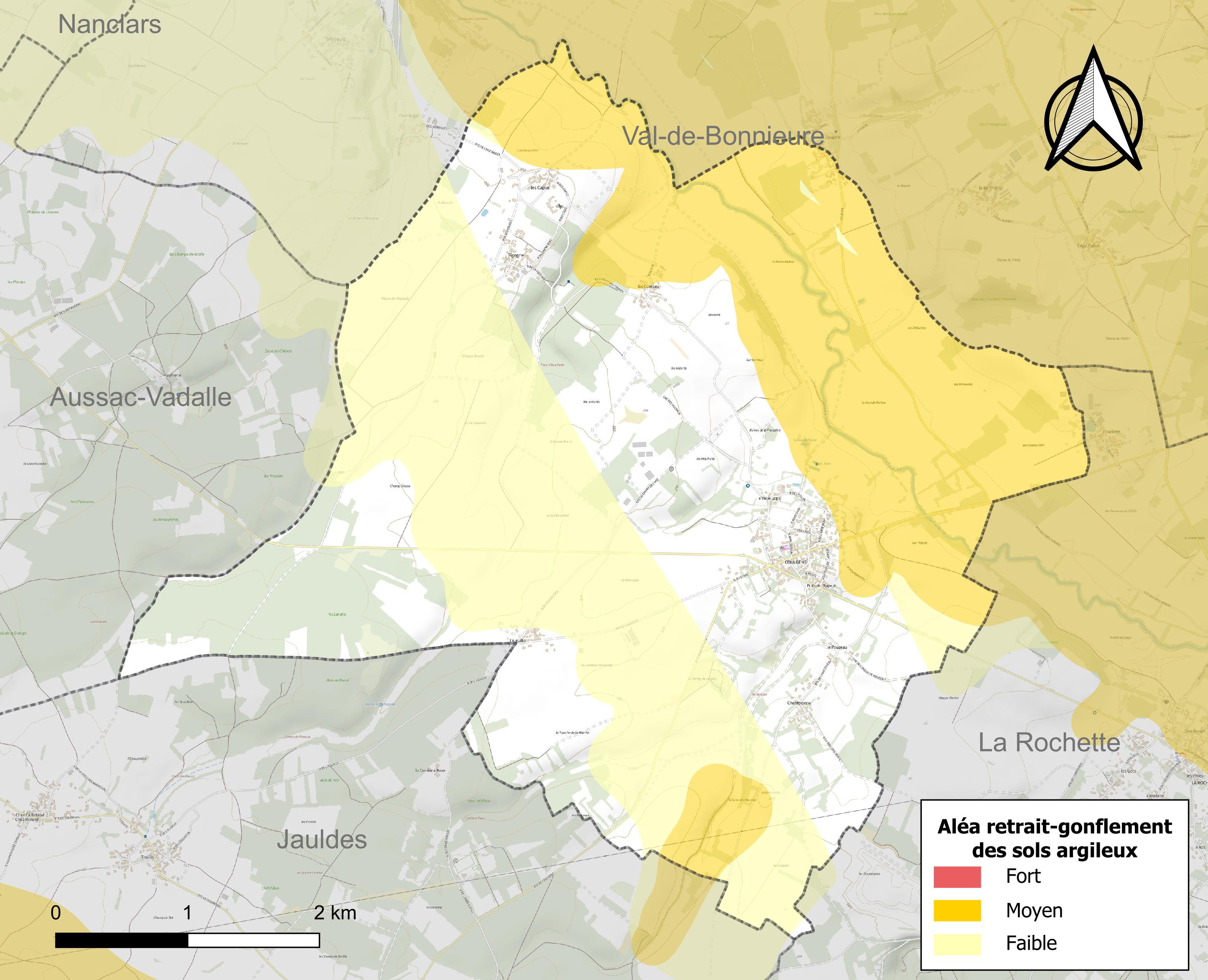
Carte des zones d'aléa retrait-gonflement des sols argileux de Coulgens.

Le retrait-gonflement des sols argileux est susceptible d'engendrer des dommages importants aux bâtiments en cas d’alternance de périodes de sécheresse et de pluie. 30,2 % de la superficie communale est en aléa moyen ou fort (67,4 % au niveau départemental et 48,5 % au niveau national). Sur les 281 bâtiments dénombrés sur la commune en 2019,  17 sont en aléa moyen ou fort, soit 6 %, à comparer aux 81 % au niveau départemental et 54 % au niveau national. Une cartographie de l'exposition du territoire national au retrait gonflement des sols argileux est disponible sur le site du BRGM,.
Par ailleurs, afin de mieux appréhender le risque d’affaissement de terrain, l'inventaire national des cavités souterraines permet de localiser celles situées sur la commune.
Concernant les mouvements de terrains, la commune a été reconnue en état de catastrophe naturelle au titre des dommages causés par des mouvements de terrain en 1999.

## Toponymie
Les formes anciennes sont Colgante en 1281, Colgento en 1290, Colganto en 1312,.
L'origine du nom de Coulgens est assez obscure. D'après Talbert, elle serait Corte Gantone, où le latin cortem signifie domaine, et Ganto est un nom d'homme germanique (wisigoth ou franc),.

### Limite linguistique
La commune est dans la langue d'oïl (domaine du saintongeais), et marque la limite avec le domaine occitan (dialecte limousin) à l'est.
Selon Tourtoulon et Terracher, la commune se trouvait encore au XIXe siècle dans la partie occitane de la Charente qui en occupe aujourd'hui le tiers oriental. Elle se nomme Colgent en occitan.

## Histoire

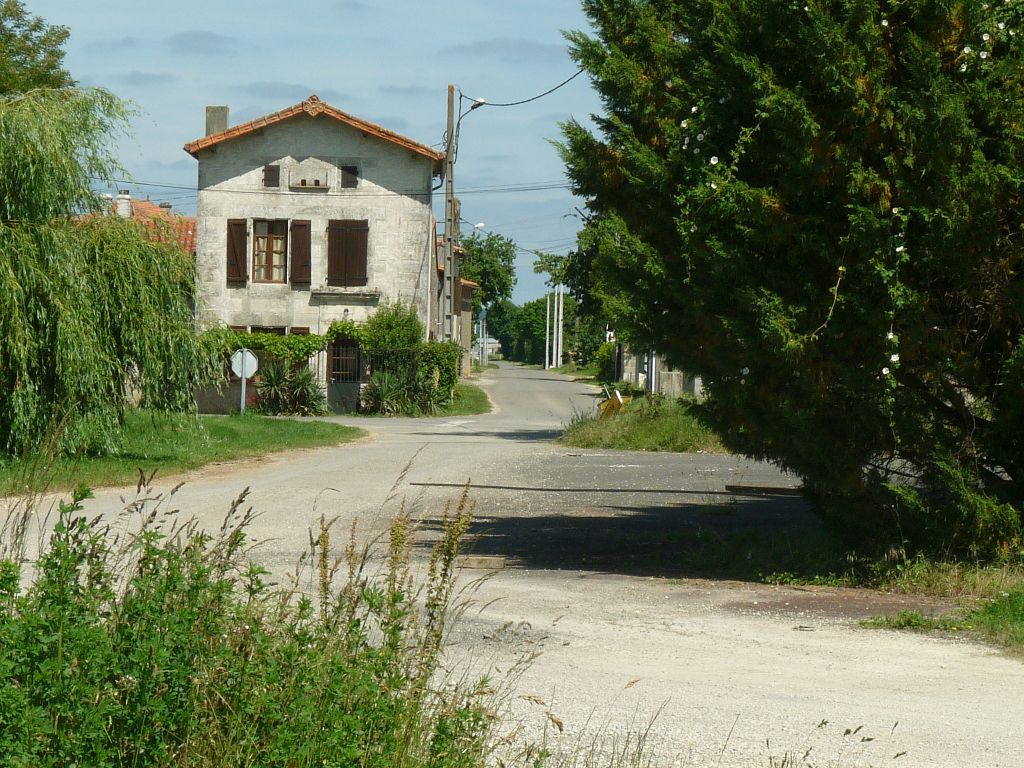
L'Aiguille et la voie d'Agrippa.

La commune est située au carrefour de deux voies romaines : la voie d'Agrippa de Saintes à Lyon, et la voie d'Angoulême à Bourges par Argenton, qui se coupent au lieu-dit l'Aiguille. Le village est situé sur la voie d'Agrippa même (actuelle D.45).
Au Moyen Âge, principalement aux XIIe et XIIIe siècles, Coulgens se trouvait sur une variante nord-sud de la via Turonensis, itinéraire du pèlerinage de Saint-Jacques-de-Compostelle qui passait par Nanteuil-en-Vallée, Lichères, Saint-Angeau, Angoulême, Mouthiers, Blanzac et Aubeterre.
Les comtes d'Angoulême attachaient une grande importance stratégique au bourg de Coulgens, paroisse d'Angoumois. Au XIIe siècle, le comte Vulgrin II, après s'être emparé de Mansle, fortifia le bourg et le prit comme base d'opérations, avant d'attaquer le baron de La Rochefoucauld.
La seigneurie de Sigogne est attestée avant le XIIIe siècle, elle est passée des Sigogne aux Acarie. Les La Rochefoucauld la vendent au XVIe siècle aux Tizon qui la revendent aux Bordage.
Pendant la première moitié du XXe siècle, la commune était desservie par la petite ligne ferroviaire d'intérêt local à voie métrique des Chemins de fer économiques des Charentes allant d'Angoulême à Confolens par Saint-Angeau et Champagne-Mouton, appelée affectueusement par les habitants le Petit Mairat.

## Politique et administration

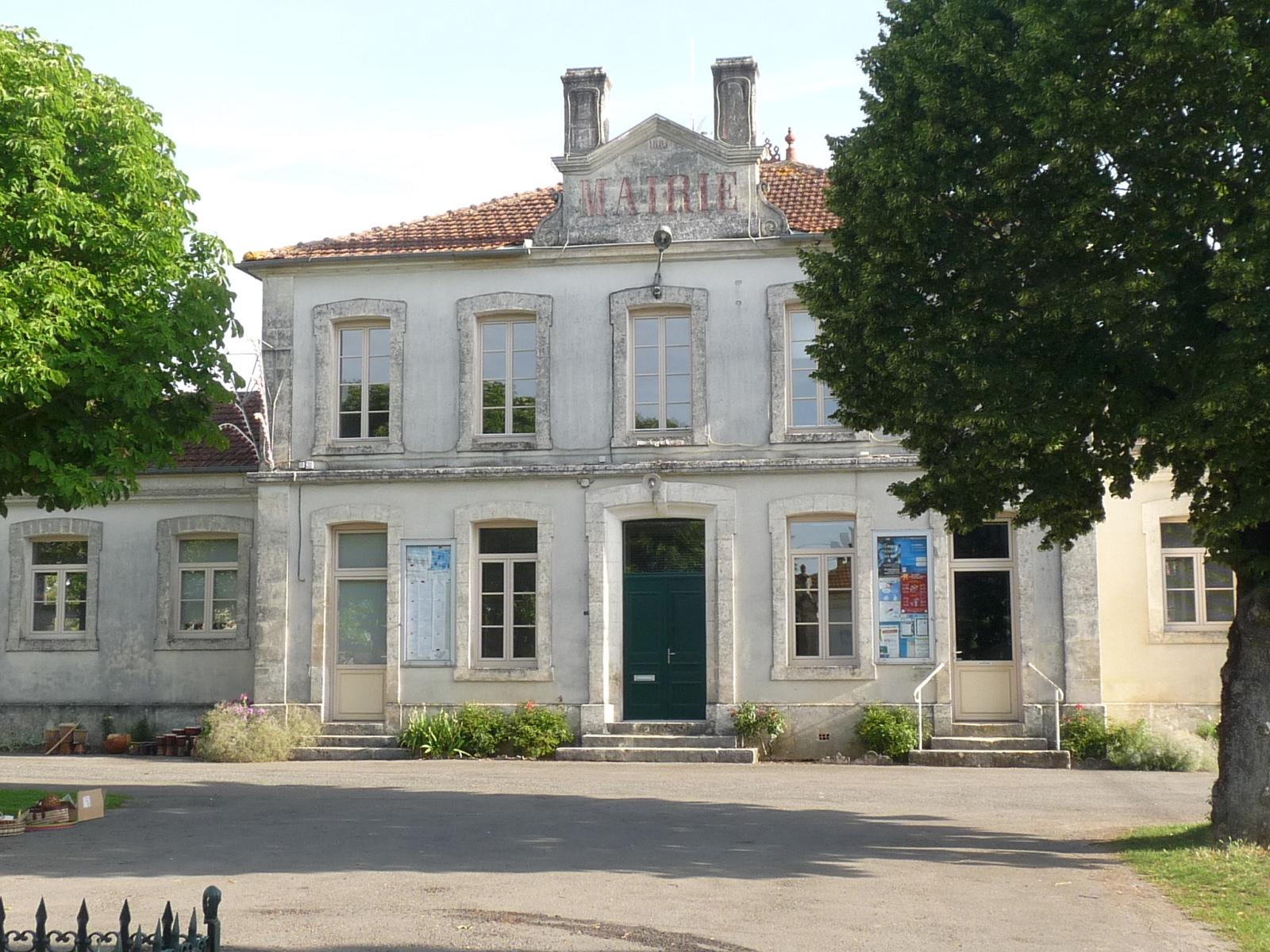
La mairie.

| Période                                  | Période    | Identité             | Étiquette | Qualité              |
| ---------------------------------------- | ---------- | -------------------- | --------- | -------------------- |
| Les données manquantes sont à compléter. |            |                      |           |                      |
| 20-05-1888                               | 29-11-1896 | Arthur Delord        |           | avocat               |
| 29-11-1896                               | 13-12-1896 | Jean Chambaud        |           | propriétaire         |
| 13-12-1896                               | 17-01-1897 | Arthur Delord        |           | avocat               |
| 17-01-1897                               | 27-01-1897 | Pierre Tétaud        |           | propriétaire         |
| 27-01-1897                               | 17-05-1908 | Jean Chambaud        |           | propriétaire         |
| 17-05-1908                               | 16-10-1910 | Jean Lacourly        |           | propriétaire         |
| 16-10-1910                               | 11-12-1919 | Jean-Emile Broussard |           | propriétaire         |
| 11-12-1919                               | 19-05-1929 | Jean Hymonnet        |           |                      |
| 19-05-1929                               | 19-05-1935 | Jean Jean            |           |                      |
| 19-05-1935                               | 14-09-1944 | Pierre Rousseau      |           |                      |
| 14-09-1944                               | 02-11-1947 | Louis Ferrand        | PCF       | médecin              |
| 02-11-1947                               | 28-03-1965 | Henri Pénigaud       |           | agriculteur          |
| 28-03-1965                               | 28-03-1971 | Georges Vigier       |           |                      |
| 28-03-1971                               | 14-02-1974 | Pierre Darconnat     |           | agriculteur          |
| 14-02-1974                               | 03-05-1982 | Gilles Pénigaud      |           | représentant         |
| 03-05-1982                               | 24-03-1989 | Camille Mounier      |           | agriculteur          |
| 24-03-1989                               | 10-05-1991 | Serge Figier         |           |                      |
| 10-05-1991                               | 28-05-2020 | Rémy Merle           | PCF       | retraité de La Poste |
| 28-05-2020                               | 05-06-2020 | Stéphane Nadaud      |           |                      |
| 29-10-2020                               | En cours   | Véronique Pichon     |           |                      |

## Démographie

### Évolution démographique
L'évolution du nombre d'habitants est connue à travers les recensements de la population effectués dans la commune depuis 1800. Pour les communes de moins de 10 000 habitants, une enquête de recensement portant sur toute la population est réalisée tous les cinq ans, les populations de référence des années intermédiaires étant quant à elles estimées par interpolation ou extrapolation. Pour la commune, le premier recensement exhaustif entrant dans le cadre du nouveau dispositif a été réalisé en 2004.

En 2022, la commune comptait 557 habitants, en évolution de +3,53 % par rapport à 2016 (Charente : −0,48 %, France hors Mayotte : +2,11 %).
| 1800 | 1806 | 1821 | 1831 | 1841 | 1846 | 1851 | 1856 | 1861 |
| ---- | ---- | ---- | ---- | ---- | ---- | ---- | ---- | ---- |
| 762  | 717  | 748  | 844  | 796  | 793  | 844  | 798  | 802  |

| 1866 | 1872 | 1876 | 1881 | 1886 | 1891 | 1896 | 1901 | 1906 |
| ---- | ---- | ---- | ---- | ---- | ---- | ---- | ---- | ---- |
| 744  | 758  | 717  | 659  | 628  | 589  | 532  | 529  | 521  |

| 1911 | 1921 | 1926 | 1931 | 1936 | 1946 | 1954 | 1962 | 1968 |
| ---- | ---- | ---- | ---- | ---- | ---- | ---- | ---- | ---- |
| 523  | 474  | 436  | 450  | 419  | 411  | 394  | 413  | 399  |

| 1975 | 1982 | 1990 | 1999 | 2004 | 2006 | 2009 | 2014 | 2019 |
| ---- | ---- | ---- | ---- | ---- | ---- | ---- | ---- | ---- |
| 379  | 418  | 389  | 382  | 457  | 500  | 482  | 529  | 534  |

| 2022 | - | - | - | - | - | - | - | - |
| ---- | - | - | - | - | - | - | - | - |
| 557  | - | - | - | - | - | - | - | - |

### Pyramide des âges
La population de la commune est relativement jeune.
En 2018, le taux de personnes d'un âge inférieur à 30 ans s'élève à 36,5 %, soit au-dessus de la moyenne départementale (30,2 %). À l'inverse, le taux de personnes d'âge supérieur à 60 ans est de 21,7 % la même année, alors qu'il est de 32,3 % au niveau départemental.
En 2018, la commune comptait 275 hommes pour 260 femmes, soit un taux de 51,4 % d'hommes, largement supérieur au taux départemental (48,41 %).
Les pyramides des âges de la commune et du département s'établissent comme suit.
| Hommes | Classe d’âge | Femmes |
| ------ | ------------ | ------ |
| 0,0    | 90 ou +      | 1,2    |
| 6,6    | 75-89 ans    | 6,2    |
| 14,2   | 60-74 ans    | 15,4   |
| 24,5   | 45-59 ans    | 21,2   |
| 17,5   | 30-44 ans    | 20,4   |
| 16,4   | 15-29 ans    | 17,7   |
| 20,8   | 0-14 ans     | 18,1   |

| Hommes | Classe d’âge | Femmes |
| ------ | ------------ | ------ |
| 1      | 90 ou +      | 2,7    |
| 9,2    | 75-89 ans    | 12     |
| 20,6   | 60-74 ans    | 21,3   |
| 20,7   | 45-59 ans    | 20,3   |
| 16,8   | 30-44 ans    | 16     |
| 15,6   | 15-29 ans    | 13,4   |
| 16,1   | 0-14 ans     | 14,3   |

## Économie

### Agriculture
La viticulture occupe une petite partie de l'activité agricole. La commune est située dans les Bons Bois, dans la zone d'appellation d'origine contrôlée du cognac.

### Commerces
En 2014, il n'y a plus de commerce dans la commune mais le dimanche matin, un marché réunissant plusieurs commerçants est installé place de la Mairie.

## Équipements, services et vie locale

### Enseignement
L'école est un regroupement pédagogique intercommunal entre Coulgens et Jauldes. Coulgens accueille deux classes à l'école élémentaire Alexis-Desmoulin et Jauldes une classe à l'école élémentaire et deux classes à l'école maternelle.

### Autres équipements

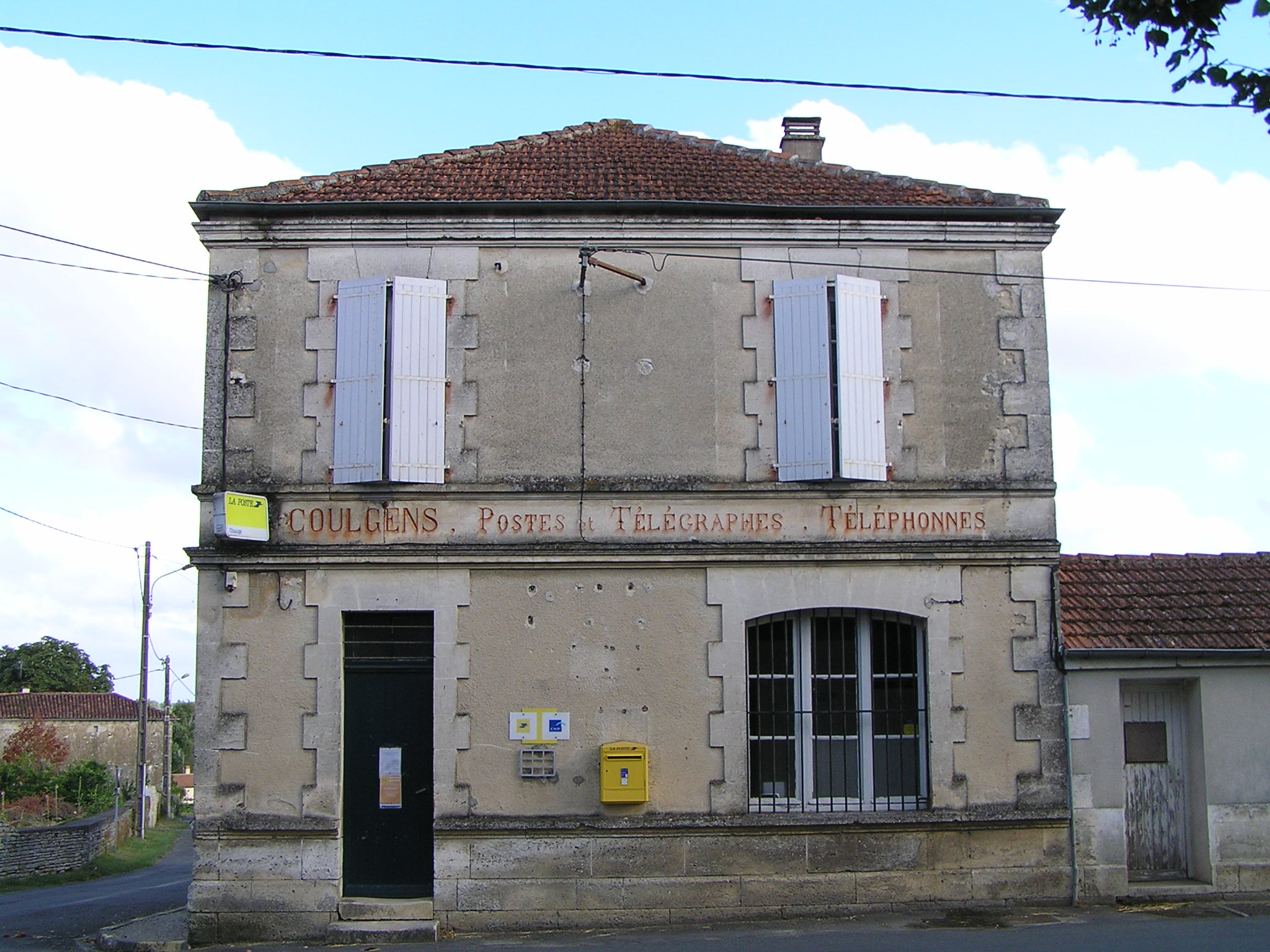
Bureau de poste.

Il y a un bureau de poste de plein exercice.

## Culture locale et patrimoine

### Lieux et monuments

#### Patrimoine religieux

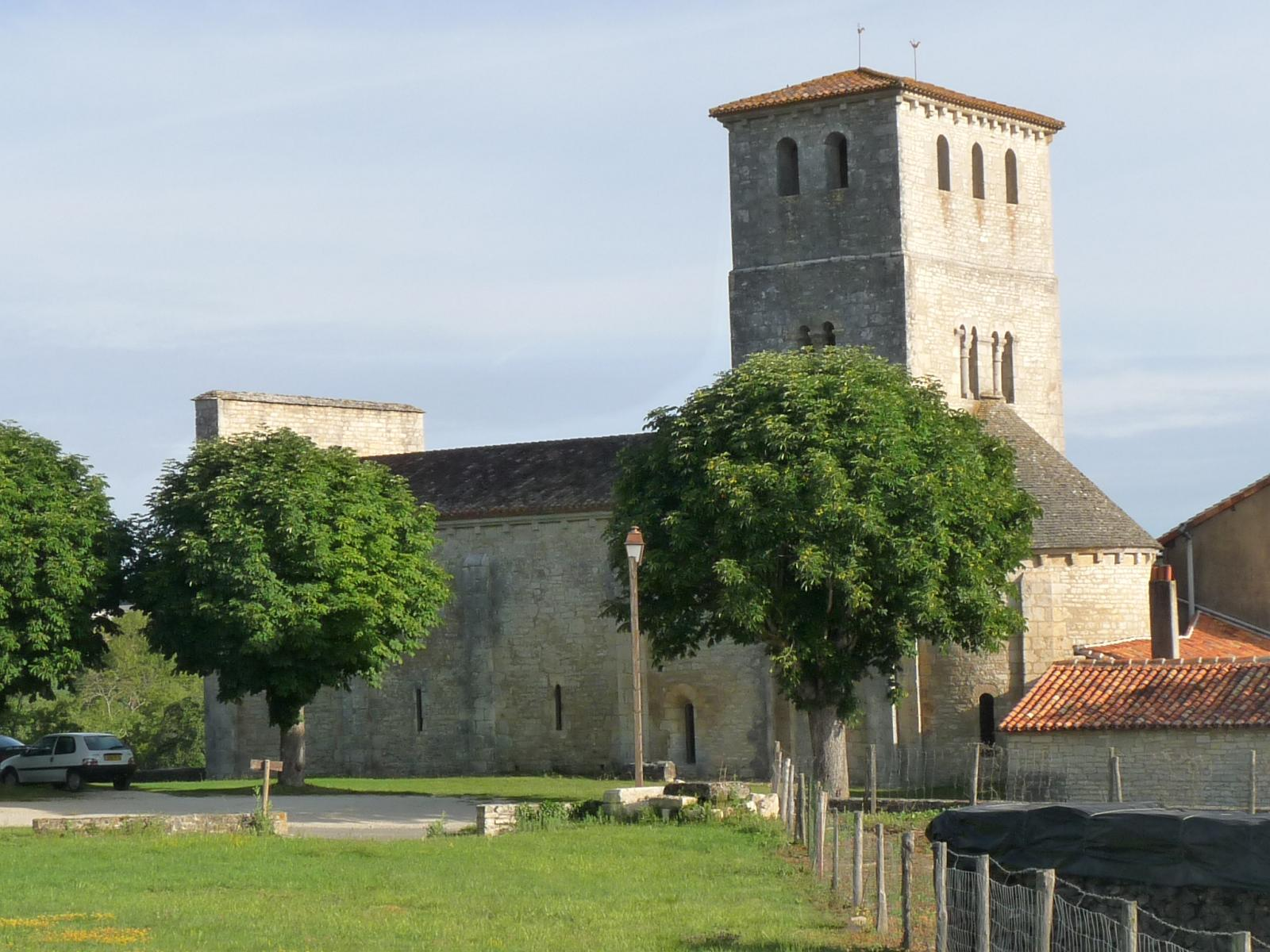
L'église.

L'église paroissiale Saint-Jean-Baptiste est une église romane construite aux XIe et XIIe siècles qui a été classée monument historique le 25 mars 1955.

#### Patrimoine civil

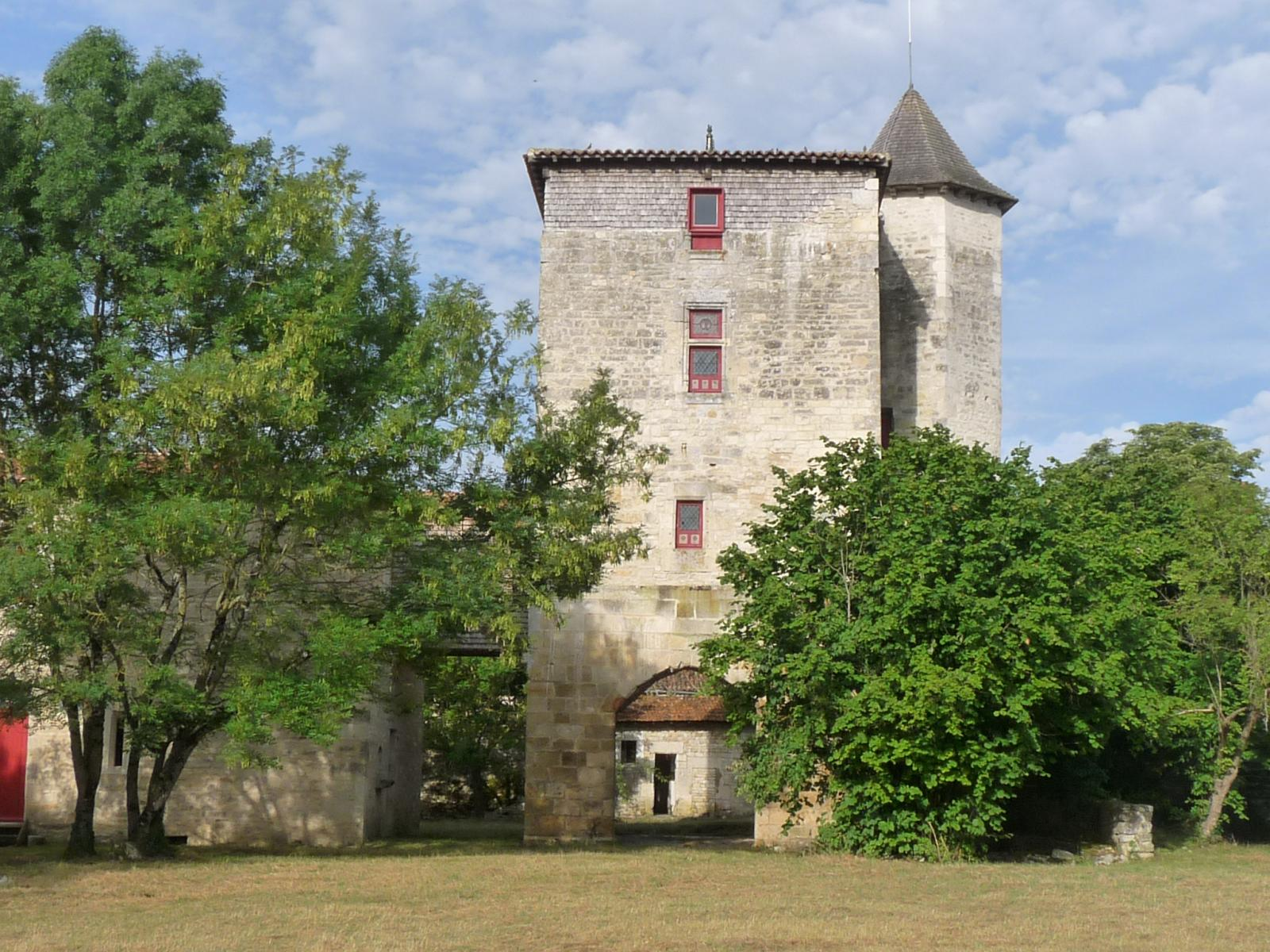
Le château de Sigogne.

Le logis de Sigogne est à l'état de vestiges, classés monument historique le 8 octobre 1986. Il ne reste que la tour d'entrée du XIVe siècle flanquée d'une tour polygonale du XVe siècle, les logis et autres bâtiments ont disparu.
La restauration de ces vestiges a été entreprise en 1985 par le Club Marpen et s'effectue lors de chantiers d'été par de jeunes bénévoles.

### Patrimoine naturel
Sur Coulgens se trouvent la source de Sigogne et la vallée de la Tardoire.

### Personnalités liées à la commune
- Marie Gounin (1885-1973) : célèbre auteur de textes et poèmes sur la Charente, sur Angoulême, sur la campagne charentaise qu'elle affectionnait. Elle est enterrée au cimetière communal. Une rue d'Angoulême est à son nom[40].
- Louis Ferrand : médecin à Coulgens, précurseur de l’accouchement sans douleur[41], nommé maire de Coulgens par le gouvernement provisoire de la République française et sur proposition du Comité départemental de la Libération de la Charente par arrêté du 14 septembre 1944 puis élu en 1945. Maire-adjoint d'Angoulême en 1956.